# Eparchie kotlaská
Eparchie Kotlas je eparchie ruské pravoslavné církve nacházející se v Rusku.

## Území a titul biskupa
Zahrnuje správní hranice území Velského, Verchnětojemského, Vilegodského, Konošského, Kotlaského, Krasnoborského, Lenského, Ňandomského, Usťjanského a Šenkurského rajónu Archangelské oblasti.
Eparchiálnímu biskupovi náleží titul biskup kotlaský a velský.

## Historie
Eparchie byla zřízena rozhodnutím Svatého synodu dne 27. prosince 2011 oddělením území z archangelské eparchie. Stala se součástí nově vzniklé archangelské metropole.
Prvním eparchiálním biskupem se stal igumen Vasilij (Danilov), duchovní nižněnovgorodské eparchie.
Eparchiální správa sídlí ve městě Korjažma.

## Seznam biskupů
- 2011–2012 Daniil (Dorovskich), dočasný administrátor
- od 2012 Vasilij (Danilov)